# Зисис Папаконстантину
Зисис Папаконстантину (на гръцки: Ζήσης Παπακωνσταντίνου) е зограф от втората половина на XIХ век, представител на Кулакийската художествена школа.

## Биография
Роден е в голямата солунска паланка Кулакия, тогава в Османската империя, днес Халастра, Гърция. Работи в Солунско. В 1867 година рисува в църквата „Свети Георги“ в Драгомирци. В центъра на амвона на храма има минускулен калиграфски надпис: Χείρ Ζήση παππά/ Κων(στ)αντίνου Ζωγρά/φου ἐκ Κολακιάς/ τῷ αωξζ΄. В 1880 година Папаконстантину рисува в „Свети Димитър“ край Кулакия. Рисува в „Свети Йоан Богослов“ в Аматово (Аспрос).